# 에이리크 인 시그르셀리

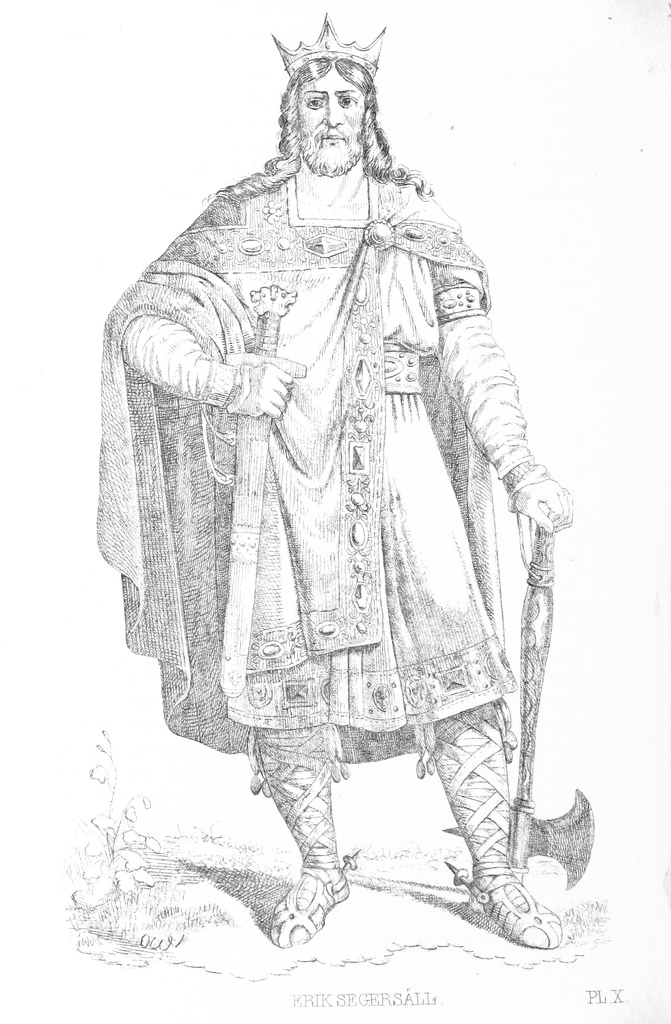

에이리크 인 시그르셀리(스웨덴어: Erik Segersäll 에리크 세게르셀[*], 고대 노르드어: Eiríkr inn sigrsæli→승리왕 에이리크, 945년? - 995년경)는 그 실존여부가 확실히 밝혀진 최초의 스웨덴 왕이다. 다만 멜라렌호 일대의 스비아인들과 베테른호 일대의 기트인들을 모두 아우르는 왕으로 즉위한 것이 문헌으로 기록되어 있는 최초의 군주는 에이리크 본인이 아니고 에이리크의 아들 올로프 솃코눙이라서 에이리크가 진정으로 "최초"의 스웨덴 왕인지에 대해서는 다소 논란이 있다.
에리크 14세로부터 역산하여 승리왕 에이리크를 에리크 5세(Erik V) 또는 에리크 6세(Erik VI)라고 하기도 한다. 그러나 이것은 에리크 14세의 번호가 신화에 나오는 군주들까지 모두 헤아려 매겨진 것이기 때문에 별 의미가 없다.
에이리크는 본래 우플란드와 그 일대를 다스렸는데, 웁살라 근교 퓌리스벨리르 전투에서 승리하여 "승리왕"이라는 칭호를 얻었다. 이 전투에서 싸운 상대는 에이리크의 형제 올라프 뵤른손의 아들, 즉 에이리크의 조카인 스튀르뵤른 스테르키라고 하는데 이 두 부자는 반전설적 인물로서 그 진상은 신화의 영역에 남아있다.
에이리크 시기 스웨덴의 강역이 어디에서 어디까지였는지는 알 수 없다. 스웨덴의 핵심부인 멜라렌호 일대는 포함될 것이고, 어쩌면 동쪽으로는 발트해 해안, 남쪽으로는 블레킹에에 이르렀을 수도 있다. 아다무스 브레멘시스에 따르면 에이리크가 스베인 튜구스케그에게 승리하고 일시적으로 덴마크도 지배했다고 한다.
《평평한 섬의 서》에 따르면 에이리크는 자영농들을 자기 편으로 포섭하여 야를(귀족층)을 상대함으로써 전쟁에서 성공을 거둘 수 있었다고 한다. 하지만 고고학적 증거를 보면 야를 계층의 영향력은 10세기 후반이나 되어야 소멸한다. 에이리크는 멜라렌 호 일대에서 레이당그라는 일종의 국민개병제를 도입시킨 사람으로 지목된다.

## 같이 보기
- 스웨덴의 군주 목록
- 아담 폰 브레멘